# Zbigniew Dłubak
Zbigniew Andrzej Dłubak (* 26. April 1921 in Radomsko; † 21. August 2005 in Warschau) war ein polnischer Maler, Fotograf und Kunsttheoretiker.

## Leben und Werk
Im Verlauf der AB-Aktion gegen die polnische Intelligenz im Jahre 1940 wurde Zbigniew Dłubak verhaftet und in das KZ Mauthausen deportiert, wo er die NS-Zeit überlebte.
1945 kehrte Zbigniew Dłubak nach Polen zurück, beteiligte sich am Wiederaufbau der polnischen Kunstszene und arbeitete mit verschiedenen Kunstgalerien und Künstlergruppen zusammen.
Zbigniew Dłubaks war einer der Mitbegründer der Gruppe 55, einer Gemeinschaft von avantgardistischen polnischen Künstlern der fünfziger Jahre. Von 1953 bis 1972 war Zbigniew Dłubak Chefredakteur der monatlich erscheinenden Zeitschrift Fotografia, von 1966 bis 1975 Dozent an der Staatlichen Hochschule für Film, Fernsehen und Theater und an der Hochschule für Schöne Künste in Łódź. Von 1975 bis 1982 organisierte er das Warschauer Seminar, die Treffen einer Gruppe junger, an Kunsttheorie Interessierter.
Für die Dauer des Kriegsrechts in Polen in den 1980er Jahren lebte Zbigniew Dłubak in Meudon nahe Paris.
Zu den wichtigsten Werken Zbigniew Dłubaks gehören unter anderem die Bilderzyklen Der Krieg, Mutterschaft und Systeme sowie die Fotoserien Existenzen, Asymmetrien und Gebärdenspiel.